# Belägringen av Jasna Góra
Belägringen av Jasna Góra eller Belägringen av Częstochowa, var ett svenskt försök att inta Jasna Góra klostret i Częstochowa under vintern 1655 i Karl X Gustavs polska krig. Deras en månad långa belägring slogs tillbaka av försvararna som till stor del bestod av munkar och lokala volontärer. Därför räddade de klostrets ikon den Svarta madonnan från Częstochowa. Det svenska misslyckandet ansågs p.g.a. platsens sakrala betydelse vara ett tecken från Jungfru Maria och resulterade i ett allomfattande folkuppror mot svenskarna som slutligen också drevs ut ur Polen 1660.